# Poda (Sjenica)
Poda (Servisch cyrillisch: Пода) is een plaats in de Servische gemeente Sjenica. De plaats telt 17 inwoners (2002).